# Halictus masselinus
Halictus masselinus är en biart som beskrevs av Cockerell 1945. Halictus masselinus ingår i släktet bandbin, och familjen vägbin. Inga underarter finns listade i Catalogue of Life.